# Jesús Estrada Ferreiro
Jesús Estrada Ferreiro (Culiacán, Sinaloa; 2 de marzo de 1954) es un político y abogado mexicano, miembro del Partido del Trabajo. Se desempeñó como presidente municipal de Culiacán desde el 1 de noviembre de 2018 hasta el 6 de junio de 2022, fecha en que solicitó licencia para separarse del cargo.

## Biografía
Nació en la sindicatura de Culiacancito situada al oeste de la capital sinaloense, hijo de Jesús Estrada Valenzuela y Gloria Ferreiro Ramos. Debido a la pobreza, su familia se vio obligada a migrar constantemente, haciendo que Estrada Ferreiro se criara entre Culiacán y Mazatlán. Una vez terminada su educación primaria, se estableció definitivamente en Culiacán. Cursó en la licenciatura en derecho y cuenta con diferentes posgrados y una maestría en juicios orales. 
Dentro de su vida profesional, destaca el haber participado como Secretario de Pensiones del Sindicato de Trabajadores al Servicio del Estado (STASE) a los 18 años, manteniéndose tres años en esa posición. Posteriormente fue agente del ministerio público y subprocurador de justicia durante la gobernatura de Antonio Toledo Corro.

## Carrera
Se inició en la política durante el año 2013, cuando fue postulado por la coalición ¨Unidos Ganas Tú¨ candidato a diputado local por el distrito 13, con sede en la ciudad de Culiacán, donde fue derrotado al obtener el 23.52% de la votación. Después de la jornada electoral, Estrada Ferreiro señaló al ganador de la elección, Manuel Osuna, de haber incurrido en fraude electoral por presunto acarreo y compra de votos.
Dos años después, sería postulado por el Movimiento Regeneración Nacional como candidato plurinominal a diputado federal. Un año después, durante las elecciones estatales de 2016, logró la candidatura al gobierno del estado, nuevamente por Morena, obteniendo el cuarto lugar. Pese al resultado, logró superar con las expectativas del partido para mantener el registro en el estado. 
En 2018 nuevamente concurre a las elecciones estatales, ahora como candidato a la presidencia municipal de Culiacán, donde resultó electo tras haber obtenido 170,600 votos, equivalente al 43.94% de los sufragios emitidos, derrotando al alcalde con licencia Jesús Antonio Valdés Palazuelos, quien buscaba la reelección. Tomó protesta del cargo el 1 de noviembre de 2018.
Durante las elecciones estatales de 2021, Estrada Ferreiro se convirtió en el primer alcalde en ser reelecto para el cargo durante tres años más, con una victoria contundente sobre su más cercano adversario Faustino Hernández Álvarez.